# Ghislaine Toutain
Pour les articles homonymes, voir Toutain.
Ghislaine Toutain, née le 24 avril 1946 à Aulnay-sous-Bois (Seine-et-Oise, aujourd’hui Seine-Saint-Denis), est une femme politique française, députée durant deux mandats.

## Biographie
Journaliste, Ghislaine Toutain est chargée de la rubrique internationale de l'hebdomadaire socialiste Vendredi de 1988 à 1995. Elle est depuis 1998 directrice des relations extérieures de la Fondation Jean-Jaurès. Elle a auparavant été, de 1992 à 1996, membre du Conseil d'État en service extraordinaire, à savoir nommée pour quatre ans et ne siégeant que dans les sections administratives.
Lors de son mandat de député de Paris, elle avait comme assistant parlementaire Patrick Bloche, devenu député de Paris en 1997, et maire du 11e arrondissement en 2008.
Lors de l'élection législative à la proportionnelle par département de 1986, elle est élue en seconde position sur la liste socialiste de Georges Colin, dans le département de la Marne, puis elle est battue au premier tour (devancée par le candidat communiste) lors des élections de 1988, à nouveau au scrutin majoritaire.